# 327
Het jaar 327 is het 27e jaar in de 4e eeuw volgens de christelijke jaartelling.

## Gebeurtenissen

### Klein-Azië
- In Georgië wordt het christendom tot officiële staatsgodsdienst uitgeroepen. Deze religieuze keuze is een definitieve breuk met het zoroastrische Perzië.
- In Antiochië Pisidië wordt een van de eerste kathedralen gebouwd.

## Geboren
- Gaudentius van Novara, christelijke heilige (overleden 418)

## Overleden
- Jonas van Perzië en Baranachius, christelijke heiligen
- Cleopatra van Syrië, christelijke heilige